# Teleton Colômbia de 2014
Teleton Colômbia de 2014 foi a décima nona edição do programa Teleton, responsável pelo levantamento de recursos para beneficiar a comunidade com deficiência no país e na criação e manutenção de uma rede de centros de reabilitação na Colômbia. Ele foi conduzido a partir de 22:00 na sexta-feira 28 de fevereiro até às 01:00 no domingo, 2 de março de 2014. Esta edição foi governada sob o lema "Eu acredito em você, eu acredito na Colômbia" e foi o garoto-propaganda Juan David Torrijos.
Foi ao ar a partir dos estúdios da R.T.I. Televisión através de canais de televisão privada Caracol Televisión e RCN Televisión(incluindo seus símbolos internacionais) com uma meta inicial de $ 10.659.397.532(R$ 11.703.788(Cotação de 19/04/2017)); um total ganhou peso quando na última temporada foi em 2013. O objetivo inicial foi superado duas horas e quinze antes de fechar, então se propôs a criar uma nova meta, por US $ 13 bilhões(R$ 14.273.719), as primeiras edições modernas desde 2010, quando excede o alvo antes de fechar.
O segundo objetivo foi superado com a última contagem $ 13.001.748.128 (R$ 14.275.638) e o valor final publicada em 09 de março de 2015 foi de US $ 14.319.679.000(R$ 15.722.698). 
| Meta Inicial | $ 10.659.397.532 |
| Meta nova    | $ 13.000.000.000 |
| Arrecadado   | $ 13.001.748.128 |

## Início
A décima nona edição da maratona começou no dia 28 de fevereiro de 2014 às 22:00 pm (horário legal da Colômbia), os sinais transmitidos pelos dois canais privados com cobertura nacional da Colômbia RCN e  Caracol. A cerimônia de abertura envolveu a interpretação do hino do evento.

## Durante o evento
Teletón 2014 começou com um pequeno esquete em que o garoto-propaganda este ano acolhe o evento e, em seguida, ele é passado para emitir uma das propagandas que os canais privados Colômbia foram emitidos para promover o evento; em seguida, vários meninos, incluindo a criança de cartaz desta edição, revelou a todo o país o hino desta edição, escrito por Santiago Hernandez. Mais tarde, os quatro apresentadores dar esta questão oficialmente e cordialmente bem-vindo e dar o convite ao público para doar. A meta foi superada antes do previsto (22:45 am em 1 de Março, 2014), por isso foi proposto a criar uma nova meta, atingindo a cifra final para 13 bilhões de pesos e comunicação é conduzida online com Don Francisco, que é promotor da maratona na América Latina e Chile. Além disso, as redes sociais também ecoou na edição Teletón 2014, como através deles leilões de itens doados a esta causa de caridade foram feitas. Uma das contribuições mais impressionantes para o programa foi a dada pela cantora norte-americana Lady Gaga que surpreendentemente enviou um vídeo (3:55 h de 1 de Março, 2014), com uma mensagem de apoio a crianças deficientes colombianas.
O evento terminou às 00:57, três minutos antes do previsto, com o anúncio da última contagem no ar, que foi de $ 13.001.748.126, ou seja, $ 2'342.350.596 pesos mais do que a meta inicial e $ 1.748.128 pesos mais do que o novo alvo.

## Garoto-propaganda
Pela primeira vez nesta segunda fase do Teletón Colômbia começou a usar o tema criança-símbolo, que consiste de um menino ou uma menina com qualquer tipo de deficiência envolvidos nos serviços de reabilitação do Teletón. Além disso, é a primeira vez que a Embaixada dos Estados Unidos doou ao Teletón Colômbia.
O garoto-propaganda de 2014 foi Juan David Torrijos, um menino de onze anos, que nasceu em Bogotá. Quando era apenas um bebê foi diagnosticado com ataxia degenerativa, no entanto, tem mostrado progressos significativos no que diz respeito à sua doença através de suas terapias e o apoio árduo de sua mãe.

## Promoção de mídia
A partir de 15 de janeiro de 2014, as propagandas do evento começaram na mídia. O ponto comercial mais popular era quatorze segundos, que é o garoto-propaganda falando sobre suas realizações, citando o lema deste ano e comentando sobre o trabalho do Telethon no país.
Além disso, algumas semanas antes do evento, apresentadores, presidente da fundação e várias personalidades e voluntários foram para algumas cidades para mostrar a todos que o dinheiro arrecadado, é investido adequadamente em vários centros de reabilitação para crianças (CRITs).

## Computações
Estas são as computações com as respectivas quantidades horas durante a Teletón Colômbia:
| Nº | Hora  | Quantidade em pesos | % meta inicial | % meta nova | Quantidade dólares |
| -- | ----- | ------------------- | -------------- | ----------- | ------------------ |
| 1  | 23:31 | $ 639.326.887       | 5,99 %         | 5,49%       | $ 312.102          |
| 2  | 00:11 | $ 898.214.460       | 8,42 %         | 6,90 %      | $ 438.483          |
| 3  | 09:00 | $ 1.092.545.218     | 10,24 %        | 8,40 %      | $ 533.350          |
| 4  | 09:54 | $ 1.253.867.753     | 11,76 %        | 9,64 %      | $ 612.103          |
| 5  | 12:07 | $ 1.924.462.826     | 18,05 %        | 14,80 %     | $ 939.468          |
| 6  | 15:00 | $ 2.537.971.587     | 23,80 %        | 19,52 %     | $ 1.239.855        |
| 7  | 15:40 | $ 2.781.921.197     | 26,09 %        | 21,39 %     | $ 1.363.141        |
| 8  | 16:44 | $ 3.732.966.269     | 35,02 %        | 28,71 %     | $ 1.822.330        |
| 9  | 18:14 | $ 4.616.731.052     | 43,31 %        | 35,51 %     | $ 2.253.760        |
| 10 | 18:57 | $ 5.866.955.900     | 55,04 %        | 45,13 %     | $ 2.864.080        |
| 11 | 20:08 | $ 7.433.246.259     | 69,73 %        | 57,17 %     | $ 3.628.700        |
| 12 | 21:49 | $ 8.711.015.096     | 81,72 %        | 67,00 %     | $ 4.252.470        |
| 13 | 22:45 | $ 10.663.470.346    | 100,04 %       | 82,02 %     | $ 5.214.437        |
| 14 | 23:45 | $ 11.859.947.043    | 111,26 %       | 91,23 %     | $ 5.798.070        |
| 15 | 00:55 | $ 13.001.748.128    | 121,97 %       | 100,005 %   | $ 6.356.270        |